# Don Lynch
Donald „Don“ Lynch ist ein US-amerikanischer Marinehistoriker und Sachbuchautor. Bekanntheit erlangte er vor allem durch seine Forschungen über das 1912 gesunkene Passagierschiff Titanic sowie seine Zusammenarbeit mit James Cameron.

## Leben
Don Lynch wuchs in Spokane auf. Er studierte Finanzwesen an der Washington State University und arbeitete nach seinem dortigen Abschluss als Büroleiter für einen örtlichen Elektrogroßhändler. 1981 zog er mit Aussicht auf einen besseren Job nach Kalifornien, wo er unter anderem für ITT Inc. und Northrop Grumman tätig war.
Lynchs Interesse für die Titanic und Schiffswracks im Allgemeinen begann 1973 durch den Film Die Höllenfahrt der Poseidon. Er wurde Mitglied in der Titanic Historical Society, für die er Überlebende des Unglücks ausfindig machte und Treffen mit ihnen organisierte. Es entstand eine langjährige Zusammenarbeit mit dem Künstler Ken Marschall, der vor allem für seine Gemälde der Titanic bekannt wurde. Beide veröffentlichten 1992 das Buch Titanic: An Illustrated History (deutscher Titel Titanic – Königin der Meere).
Durch diese Veröffentlichung wurde der Regisseur James Cameron auf Lynch aufmerksam und engagierte ihn als Experten für seinen 1997 veröffentlichten Spielfilm Titanic. Don Lynch trat in diesem Film auch in einer kleinen Rolle als Schauspieler auf: Er verkörperte den Erste-Klasse-Passagier Frederic Spedden, der seinem Sohn Douglas an Deck beim Spielen mit einem Kreisel zusieht, während Jack Dawson (Leonardo DiCaprio) unbemerkt einen Mantel samt Hut entwendet. 
2001 begleitete Lynch an Bord der Akademik Mstislaw Keldysch ein unter anderem aus James Cameron, Ken Marschall, Bill Paxton und Lewis Abernathy bestehendes Filmteam während einer Expedition zur Titanic und tauchte hierbei mit einem U-Boot vom Typ Mir auch selbst zum Wrack. Die hierbei entstandenen Aufnahmen erschienen 2003 als Dokumentarfilm Die Geister der Titanic, in dem Lynch zudem den Schiffskonstrukteur Thomas Andrews spielte. Im Anschluss an diese Expeditionsreise und den Film erschien zudem das von Lynch und Ken Marschall verfasste Buch Die letzten Geheimnisse der Titanic.
Lynch lebt in Los Angeles. Er hält weiter Vorträge über die Titanic, schreibt Beiträge für die Titanic Historical Society und kuratiert Ausstellungen zum Thema. Zudem ist Lynch weiterhin als Experte in Dokumentationen und Fernsehspecials zur Titanic zu sehen.

## Filmografie (Auswahl)
- 1994: Titanic – Der Untergang eines Traums (Titanic: The Legend Lives On)
- 1997: Titanic (auch als Schauspieler)
- 1998: Titanic: Secrets Revealed
- 1998: Beyond Titanic
- 2000: Lost Liners
- 2003: Die Geister der Titanic (Ghosts of the Abyss; auch als Schauspieler)
- 2005: Last Mysteries of the Titanic
- 2012: Titanic: The Final Word with James Cameron
- 2012: Reflections on Titanic
- 2017: Titanic: 20 Years Later with James Cameron
- 2019: Collision Course (Fernsehserie, eine Folge)
- 2023: Titanic: 25 Years Later with James Cameron

## Bibliografie
- 1992: Titanic: An Illustrated History.
  - Titanic – Königin der Meere; Rowohlt, Wilhelm Heyne Verlag, München 1997, ISBN 978-3453059306.
- 2001: Ghosts Of The Abyss: A Journey Into The Heart Of The Titanic.
  - Die letzten Geheimnisse der Titanic; Gruner + Jahr, Hamburg 2003, ISBN 978-3570194287.